# Variables conjugades (termodinàmica)
En termodinàmica, l'energia interna d'un sistema s'expressa en termes de parells de variables conjugades tals com temperatura/entropia o pressió/volum. De fet, tots els potencials termodinàmics s'expressen en termes de parells conjugats.
Per un sistema mecànic, un petit increment de l'energia és el producte de la força per un petit desplaçament. Existeix una situació similar en termodinàmica: un increment de l'energia d'un sistema termodinàmic es pot expressar com la suma de productes de certes "forces" generalitzades les quals causen certs "desplaçaments" generalitzats, i el resultat del producte dels dos és l'energia transferida. Aquestes forces i els seus desplaçaments associats s'anomenen variables conjugades. La força termodinàmic és sempre una variable intensiva i el desplaçament és una variable extensiva. La variable intensiva és la derivada de l'energia interna respecte a la variable extensiva, mentre que totes les altres variables extensives es mantenen constants.
Es pot fer servir el quadrat termodinàmic com una eina per recordar i derivar alguns dels potencials termodinàmics basant-se en les variables conjugades.

## Variables conjugades més comunes
Les variables conjugades termodinàmiques més comunes són (en unitats del SI):
Paràmetres tèrmics:
- Temperatura: T (K)
- Entropia: S (J K-1)

Paràmetres mecànics
- Pressió: P (Pa= J m-3)
- Volum: V (m³ = J Pa-1)

o, d'una manera més general:
- Tensió: {\displaystyle \sigma _{ij}\,} (Pa= J m-3)
- Volum × Deformació: {\displaystyle V\times \varepsilon _{ij}} (m³ = J Pa-1)

Paràmetres materials:
- Potencial químic: μ (J)
- Nombre de partícules: N (partícules o mols)

Per un sistema amb diferents tipus {\displaystyle i} de partícules, un petit canvi en l'energia interna ve donat per:
{\displaystyle \mathrm {d} U=T\mathrm {d} S-P\mathrm {d} V+\sum _{i}\mu _{i}\mathrm {d} N_{i}\,}